# Maturino Blanchet
Angelo Maturino Blanchet, (Gressan, 3 de març de 1892 - Saint-Pierre, 9 de novembre de 1974) fou un bisbe italià. Va entrar a l'orde dels Missioners Oblats de Maria Immaculada el 1920 i va ser ordenat sacerdot el 29 de juny de 1921. Es consagrà bisbe d'Aosta el 3 de març de 1946.
Durant el seu ministeri va fundar o refundar set noves parròquies, va convocar tres congressos eucarístics diocesans, va realitzar sis visites pastorals i ordenà setanta-vuit sacerdots. Fou pare conciliar durant totes les sessions del Concili Vaticà II. Va retirar-se per límit d'edat en 15 d'octubre de 1968 i fou nomenat bisbe titular de Limata. Va morir el 9 de novembre de 1974 al priorat Sant-Jacquême a Saint-Pierre.